# Sultán bin Salmán
Sultán bin Salmán (* 27. června 1956, Rijád, Saúdská Arábie), stal se 173. kosmonautem Země, když absolvoval v roce 1985 let na raketoplánu USA.

## Životopis
Princ Sultán bin Salmán bin Abd al-Azíz Ál Saúd je synem saúdskoarabského krále Salmána. Je absolventem University of Denver, USA. V letech 1982–1984 byl zaměstnán na Ministerstvu informací v Saúdské Arábii, poté byl krátce u Saúdskoarabského olympijského informačního výboru v Los Angeles, v roce 1984 se stal členem vedení saúdskoarabské televize. Téhož roku byl přijat do týmu připravujících se kosmonautů u NASA, podrobil se výcviku, absolvoval let a z týmu NASA v roce 1986 odešel.

## Let do vesmíru
Zúčastnil se mise pátého letu raketoplánu Discovery v červnu 1985. Let trval 7 dní, během něj posádka vypustila na oběžnou dráhu Země tři družice: Morelos 1, Arabsat 1B a Telstar 3. Start byl z rampy 39 na Floridě, mys Canaveral. Al-Saud měl za úkol snímkovat Arabský poloostrov s cílem objevit nová naleziště ropy a zemního plynu. Sedmičlenné posádce velel kpt. Daniel Brandenstein, dále letěli John Creighton, Steven Nagel, John Fabian, Shannon Lucidová a francouzský kosmonaut Patrick Baudry. Raketoplán po splněné misi přistál na základně Edwards v Kalifornii. Od muslimských učenců byl poučen, že v situaci jaká panuje po dobu letu není nutné se modlit směrem k Mekce.
- STS-51-G Discovery, start 17. června 1985, přistání 24. června 1985